# Helmut Rehder (Germanist)
Helmut Rehder (* 22. Juni 1905 in Hamburg-Bergedorf; † 10. Januar 1977 in Austin, Texas) war ein deutscher Germanist.

## Leben
Nach dem Abitur 1923 am Goethe-Gymnasium Karlsruhe studierte er von 1925 bis 1929 an den Universitäten Berlin und Heidelberg bei Heinrich Rickert, Karl Jaspers, Julius Petersen, Carl Neumann, Carl Brinkmann und Hugo Lederer. Nach der Promotion 1929 in Heidelberg bei Karl Jaspers erwarb er von Mai 1929 bis Februar 1931 an der Universität Hamburg das Staatsexamen bei Ernst Cassirer, Erwin Panofsky und Robert Petsch. Er lehrte an der University of Texas at Austin (1963–1975 Ashbel Smith Professor, Dept. of Germanic Languages/1955–1975 Professor, Department of Germanic Languages), University of Illinois (1946–1955 Professor, Lehrstuhlleiter und Mitherausgeber von dem Journal of English and Germanic Philology) und University of Wisconsin (1937–1946 Associate Professor).

## Schriften (Auswahl)
- Die Philosophie der unendlichen Landschaft. Ein Beitrag zur Geschichte der romantischen Weltanschauung. Halle an der Saale 1932, OCLC 906352868.
- mit William Freeman Twaddell: Conversational German for beginning and refresher courses. New York City 1945, OCLC 654727130.
- mit William Freeman Twaddell: Fundamentals of German grammar. New York City 1947, OCLC 16387450.
- Johann Nicolaus Meinhard und seine Übersetzungen. Urbana 1953, OCLC 720880238.